# Calyce
Calyce is een geslacht van kevers uit de familie spartelkevers (Mordellidae).
Het geslacht is voor het eerst wetenschappelijk beschreven in 1891 door Champion.

## Soorten
Het geslacht omvat de volgende soorten:
- Calyce bicolor Blair, 1922
- Calyce cardinalis Blair, 1922
- Calyce fulva Champion, 1891
- Calyce horioni Ermisch, 1942
- Calyce kamerunensis Ermisch, 1942
- Calyce langeri Ermisch, 1942
- Calyce maculata Píc, 1911
- Calyce reginae Ermisch, 1942
- Calyce sumatrensis Batten, 1989